# Praises to the War Machine
Praises to the War Machine ist das erste Soloalbum des amerikanischen Metal-Sängers Warrel Dane. Es erschien im April 2008 bei Century Media.

## Entstehung
Produzent des Albums war Peter Wichers (Soilwork). Wichers schrieb das Album gemeinsam mit Warrel Dane und spielte bei acht Stücken Gitarre und Bass. Die übrigen fünf Titel wurden vom früheren Himsa-Gitarristen Matt Wicklund eingespielt. Am Schlagzeug ist Dirk Verbeuren zu hören. Nevermore-Gitarrist Jeff Loomis spielte ein Gitarrensolo bei Messenger, James Murphy (Obituary) ist bei The Day the Rats Went to War mit einem Solo zu hören. Zwei Songs wurden gecovert, Lucretia My Reflection von den Sisters of Mercy sowie Patterns von Paul Simon. Warrel Dane hatte bereits einen Song von Paul Simon auf Dead Heart in a Dead World gesungen. Das Artwork stammt von Travis Smith.

## Rezeption
Mike Borrink sprach im Rock Hard von einem „bärenstarken Album“ und lobte sowohl das „exzellente“ Songwriting von Wichers wie auch die Gastbeiträge von Loomis und Murphy, die das Album als „Sahnehäubchen“ veredelten. Die Bewertung lag bei neun von zehn Punkten.
Das Album erreichte in der Woche des 9. Mai 2008 Platz 73 der deutschen Albumcharts und war eine Woche notiert; in der Woche des 18. Juni 2021 schaffte es einen Re-Entry auf Platz 98 der deutschen Albumcharts.

## Titelliste
Alle Titel wurden von Warrel Dane und Peter Wichers geschrieben, außer wo anders angegeben.
1. When We Pray – 3:38
2. Messenger – 3:58
3. Obey – 3:14
4. Lucretia My Reflection (Andrew Eldritch) – 4:38 (Arrangiert von Wicklund)
5. Let You Down – 3:53
6. August – 3:48 (Dane/Wicklund)
7. Your Chosen Misery 4:09
8. The Day the Rats Went to War – 3:37
9. Brother – 3:23
10. Patterns (Paul Simon) – 4:00 (Arrangiert von Wicklund)
11. This Old Man – 3:43
12. Equilibrium – 3:52 (Dane/Wicklund)
13. Everything Is Fading – 4:05 (Limited-Edition-Bonustitel) (Dane/Wicklund)